# Arthur Meyer (Autor)

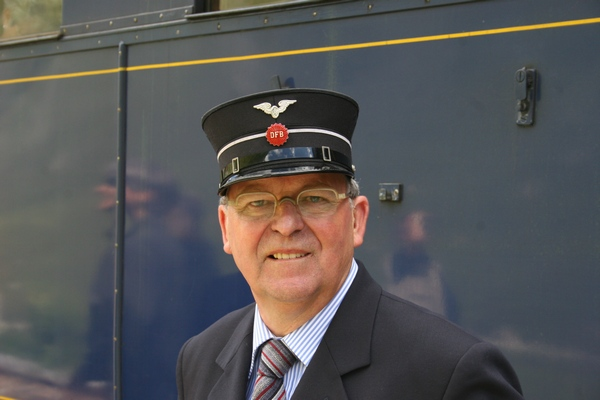
Arthur Meyer bei der Dampfbahn Furka Bergstrecke (2010)

Arthur Meyer (* 8. Februar 1943 in Lenzburg) ist ein Schweizer Journalist und Buchautor. Er lebt seit 1977 in Wien.

## Leben
Arthur Meyer wuchs in Lenzburg (Aargau) auf, besuchte die Schulen in Lenzburg und Aarau. 1962 legte er die Maturität Typus C an der Kantonsschule Aarau ab.
Er studierte Germanistik, Geschichte, Soziologie, Publizistik an den Universitäten von Zürich und Bern. Studien der Tschechischen Sprache unternahm er an der Karls-Universität in Prag.
Meyer arbeitete als Assistent am Philipp-Albert-Stapfer-Haus auf der Lenzburg, war Reporter beim Badener Tagblatt, Nordwestschweiz-Korrespondent und innenpolitischer Redaktor des Zürcher Tages-Anzeigers, für den er 1977 als Ostmitteleuropa-Korrespondent nach Wien ging.
1988 war Meyer Mitglied der Gründungsredaktion der Wiener Tageszeitung Der Standard. Er arbeitete später auf freier Basis für Schweizer Radio DRS und eine Reihe von Schweizer und ausländischen Zeitungen (u. a. Der Bund, Aargauer Zeitung, Die Südostschweiz, Prager Zeitung, Pester Lloyd).
Als Journalist hatte er Begegnungen mit Persönlichkeiten wie Bruno Kreisky, Erhard Busek und Václav Havel. Während der Samtenen Revolution in der Tschechoslowakei war zeitweise Václav Klaus sein Dolmetscher. Prägende Erlebnisse in seiner journalistischen Tätigkeit waren der "Prager Frühling" 1968, die "Wende" in Prag 1989 und der Krieg im ehemaligen Jugoslawien.
Nach seiner Pensionierung engagierte sich Meyer als Freiwilliger bei der Dampfbahn Furka-Bergstrecke in der Schweiz – zunächst als Zugbegleiter, dann als Fahrdienstleiter im Bahnhof Oberwald (Wallis), daneben war er als Buchautor und Lektor beim Wiener eisenbahnhistorischen Verlag bahnmedien.at tätig.

### Militär
Meyer leistete Wehrdienst in der Infanterie der Schweizer Armee und brachte es vom Funker zum Übermittlungs-Offizier im Stab eines Füsilier-Bataillons. Nach Terroranschlägen auf Schweizer Verkehrsflugzeuge wurde Meyer 1970 als Milizsoldat kurzfristig zum aktiven Dienst bei der militärischen Bewachung des Flughafens Zürich-Kloten einberufen.

### Familie
Arthur Meyer ist Sohn von Dipl. Ing. chem. Gottlieb Meyer und Bertha Meyer-Renold sowie Bruder von Dr. iur. Markus Heinrich Meyer, Stadtammann (Stadtpräsident) von Aarau, und der Malerin Elisabeth Mey Seiler.
Aus seiner ersten Ehe von 1969 bis 1976 mit Barbara Meyer stammen die Söhne Florian (* 1971, lic. phil.) und Sebastian (* 1972, Dipl. Biologe). Er ist in zweiter Ehe seit 1984 mit Elfriede Meyer verheiratet.

## Publikationen
- Auf und davon mit Dampf und Strom: Bahngeschichte im kleinen und grossen; zum Jubiläum «150 Jahre Schweizer Bahnen». Hrsg.: Schweizer Kindermuseum Baden. Baden-Verlag, Baden 1997, ISBN 3-85545-103-6 (95 S.).
- Kaisergelb. Zeichnungen von Nico. Vontobel-Stiftung, Zürich 1996, DNB 951627597, OCLC 601516970 (153 S.).
- Aufsätze. In: Ernest Hauer, Franz Reithmayer (Hrsg.): Raus aus der Sackgasse: ein Lesebuch zur Wende im Osten. Kontrapunkte, Wien 1990, ISBN 3-901053-04-2 (415 S.).
- Überall, wo Bahnhöfe sind, ist auch Lenzburg. In: Hans Weber u. a.: Lenzburg. Hrsg. Stadtrat Lenzburg. Lenzburg 1999. ISBN 3-9521330-9-4.
- Zahnradbahnlokomotiven aus Floridsdorf. Bahnmedien.at, Wien 2012, ISBN 978-3-9503304-0-3 (94 S.).
- Schmalspurig durch Alt-Österreich. Bahnmedien.at, Wien 2022, ISBN 978-3-903177-38-3.
- Amerika in Mähren: Bat'as industrielle Musterstadt. Professur für Architektur und Konstruktion der ETH Zürich. Zürich, 1992 (PDF)
- Arthur Meyer. „SG No. 1“ – die erste Elektrolok der Schweiz. In: Selection. Eisenbahngeschichte(n). Hrsg. Christoph Wallisch-Pertl. bahnmedien.at. 2014. ISBN 978-3-9503304-7-2
- Arthur Meyer. Antonín Dvořák und die Eisenbahn oder die Heimreise Europas nach Prag. In: Selection. Eisenbahngeschichte(n). Hrsg. Christoph Wallisch-Pertl. bahnmedien.at. 2014.